# 万佛塔 (蒙城)
33°15′51″N 116°33′15″E / 33.26417°N 116.55417°E
万佛塔位于中国安徽省亳州市蒙城县，是一座宋代砖塔，2006年被列为第六批全国重点文物保护单位。
万佛塔建于北宋崇宁元年（1102年），原为兴化寺塔，现寺毁塔存。万佛塔为八角十三层楼阁式砖塔，高42.2米，直径8米，塔底周长24米。塔身镶有佛像八千余尊，故而得名。塔内空心，有木梯可登至十一层。